# لیگ دسته دوم فوتبال ایران ۸۵-۱۳۸۴
لیگ دسته دوم فوتبال ایران ۸۵–۱۳۸۴ در فصل ۸۵–۱۳۸۴ با صعود ۴ تیم به لیگ آزادگان ۸۶–۱۳۸۵ به پایان رسید.